# Ratpenat de ferradura de Maclaud
El ratpenat de ferradura de Maclaud (Rhinolophus ruwenzorii) és una espècie de ratpenat de la família dels rinolòfids. Viu a la República Democràtica del Congo, Ruanda i Uganda. El seu hàbitat natural són coves i entorns similars realitzats per l'home, com ara pous de mines abandonades, com a hàbitats dormidors. No hi ha cap amenaça significativa per a la supervivència d'aquesta espècie, tot i que està afectada per la desforestació.